# کریستال سرنتی
کریستال سرنتی (به انگلیسی: Crystal Serenity) یک کشتی است که طول آن ۸۲۰ فوت (۲۴۹٫۹۴ متر) می‌باشد. این کشتی در سال ۲۰۰۳ ساخته شد.